# Nati nel 1934/Febbraio
| Questa pagina contiene informazioni ricavate automaticamente dalle voci biografiche con l'ausilio del template Bio e di un bot. L'aggiornamento è periodico e automatico e ricostruisce completamente la pagina. Se manca una persona in questa lista, sei pregato di non aggiungerla, ma accertati piuttosto che la sua voce biografica contenga il template Bio e che i dati anagrafici siano correttamente compilati. Se il template Bio manca, inseriscilo tu stesso o, in alternativa, metti l'avviso {{tmp\|Bio}} che ne segnala la mancanza. Se i dati riportati sono sbagliati, correggi direttamente la voce biografica; le modifiche saranno visibili in questa lista entro pochi giorni. Per chiarimenti vedi il progetto biografie. La lista contiene solo le 185 persone che sono citate nell'enciclopedia e per le quali è stato implementato correttamente il template Bio. Pagina aggiornata al 18 lug 2025. |

- 1º febbraio - Giancarlo Amadeo, calciatore e allenatore di calcio italiano († 2021)
- 1º febbraio - Paul Carr, attore statunitense († 2006)
- 1º febbraio - Ante Jurić, calciatore jugoslavo († 2013)
- 1º febbraio - Ilija Mirčev, cestista bulgaro († 2007)
- 2 febbraio - Cristiano Censi, attore e insegnante italiano († 2017)
- 2 febbraio - Otar Ioseliani, regista, sceneggiatore e montatore georgiano († 2023)
- 2 febbraio - Hari Pal Kaushik, hockeista su prato indiano († 2018)
- 2 febbraio - Renato Riverso, dirigente d'azienda e banchiere italiano
- 2 febbraio - Guerrino Rossi, calciatore italiano († 1996)
- 2 febbraio - Julia Sampson, tennista statunitense († 2011)
- 3 febbraio - Suzan Ball, attrice statunitense († 1955)
- 3 febbraio - Liliano Frattini, giornalista italiano († 2015)
- 3 febbraio - Egidio Guarnacci, ex calciatore italiano
- 3 febbraio - Rudolf Halin, matematico tedesco († 2014)
- 3 febbraio - Sauro Scavolini, regista e sceneggiatore italiano († 2022)
- 4 febbraio - Paul Benjamin, attore statunitense († 2019)
- 4 febbraio - Luigi Guidobono Cavalchini Garofoli, funzionario e diplomatico italiano
- 4 febbraio - François Konter, calciatore lussemburghese († 2018)
- 4 febbraio - Bruce Malmuth, regista e attore statunitense († 2005)
- 4 febbraio - Fernando Manzaneque, ciclista su strada, pistard e dirigente sportivo spagnolo († 2004)
- 4 febbraio - Humberto Tozzi, calciatore brasiliano († 1980)
- 5 febbraio - Hank Aaron, giocatore di baseball statunitense († 2021)
- 5 febbraio - Dobrosav Krstić, calciatore jugoslavo († 2015)
- 5 febbraio - Emmanuel Oblitey, calciatore ghanese († 2023)
- 5 febbraio - Ignaz Puschnik, calciatore austriaco († 2020)
- 5 febbraio - Giovanni Saponara, poliziotto italiano († 1976)
- 6 febbraio - Roger Becker, tennista e allenatore di tennis britannico († 2017)
- 6 febbraio - Vern Ehlers, politico statunitense († 2017)
- 6 febbraio - Jurij Kovalëv, calciatore sovietico († 1979)
- 6 febbraio - Barry Magee, ex maratoneta e mezzofondista neozelandese
- 7 febbraio - Lennart Backman, ex calciatore svedese
- 7 febbraio - Giovanni Binaghi, politico italiano
- 7 febbraio - Piet Bukman, politico olandese († 2022)
- 7 febbraio - Juan Corona, serial killer messicano († 2019)
- 7 febbraio - Antonio Corso, calciatore italiano († 2018)
- 7 febbraio - King Curtis, sassofonista statunitense († 1971)
- 7 febbraio - Jimmy Dean, cantante e conduttore televisivo statunitense († 2010)
- 7 febbraio - Eddie Fenech Adami, politico maltese
- 7 febbraio - Javier Hervada, giurista spagnolo († 2020)
- 7 febbraio - Earl King, cantante e chitarrista statunitense († 2003)
- 7 febbraio - Aldo Moser, ciclista su strada italiano († 2020)
- 8 febbraio - Nando Barchiesi, calciatore italiano († 2022)
- 8 febbraio - Piet Blom, architetto olandese († 1999)
- 8 febbraio - Galina Bystrova, multiplista e ostacolista sovietica († 1999)
- 8 febbraio - Claude Greder, pallanuotista francese († 2005)
- 8 febbraio - Kazem Rajavi, politico e diplomatico iraniano († 1990)
- 8 febbraio - Vanni Scheiwiller, critico d'arte, editore e giornalista italiano († 1999)
- 8 febbraio - Marijan Žužej, pallanuotista jugoslavo († 2011)
- 9 febbraio - Joe Grech, cantante maltese († 2024)
- 9 febbraio - Grigorij Kosych, tiratore a segno sovietico († 2012)
- 9 febbraio - Emilio Mattioni, architetto italiano († 2022)
- 9 febbraio - François Milazzo, calciatore francese († 1967)
- 10 febbraio - Fleur Adcock, poetessa neozelandese († 2024)
- 10 febbraio - Cesare Campagnoli, calciatore italiano († 2011)
- 10 febbraio - Allan Charleston, pallanuotista australiano († 2015)
- 10 febbraio - Kirk Fordice, politico statunitense († 2004)
- 10 febbraio - Salvador Giner, sociologo spagnolo († 2019)
- 10 febbraio - Oscar Gómez Sánchez, calciatore peruviano († 2008)
- 11 febbraio - Mel Carnahan, politico e avvocato statunitense († 2000)
- 11 febbraio - Maryse Condé, scrittrice e giornalista francese († 2024)
- 11 febbraio - Gioacchino Lanza Tomasi, nobile e musicologo italiano († 2023)
- 11 febbraio - Gordon Lish, scrittore statunitense
- 11 febbraio - Tina Louise, attrice, cantante e scrittrice statunitense
- 11 febbraio - Manuel Noriega, generale e politico panamense († 2017)
- 11 febbraio - Francesco Pennisi, compositore italiano († 2000)
- 11 febbraio - John Surtees, pilota motociclistico e pilota automobilistico britannico († 2017)
- 12 febbraio - Eriase Belardi Merlo, politica italiana († 2017)
- 12 febbraio - Annette Crosbie, attrice scozzese
- 12 febbraio - Piero Gardoni, calciatore italiano († 1994)
- 12 febbraio - Katharine Jansen, ex nuotatrice tedesca
- 12 febbraio - Anne Krueger, economista statunitense
- 12 febbraio - Tetsurō Noborisaka, cestista giapponese († 1978)
- 12 febbraio - Valerio Ruggeri, attore e doppiatore italiano († 2015)
- 12 febbraio - Bill Russell, cestista, allenatore di pallacanestro e dirigente sportivo statunitense († 2022)
- 12 febbraio - Wong Kim Poh, cestista singaporiano († 2013)
- 13 febbraio - Guy Claisse, giornalista e scrittore francese († 2016)
- 13 febbraio - Shreela Flather, politica britannica († 2024)
- 13 febbraio - George Segal, attore statunitense († 2021)
- 14 febbraio - Neil Davis, fotoreporter australiano († 1985)
- 14 febbraio - Florence Henderson, attrice, personaggio televisivo e doppiatrice statunitense († 2016)
- 14 febbraio - Nicolaos Oikonomides, bizantinista greco († 2000)
- 14 febbraio - Ricardo Rosales, politico e guerrigliero guatemalteco († 2020)
- 14 febbraio - Donato Tamburelli, fantino italiano
- 14 febbraio - Herwig Wolfram, storico austriaco
- 15 febbraio - Jimmy Bloomfield, allenatore di calcio e calciatore inglese († 1983)
- 15 febbraio - Paul Ekman, psicologo statunitense
- 15 febbraio - Willy Kurant, direttore della fotografia belga († 2021)
- 15 febbraio - Teppo Rastio, hockeista su ghiaccio e calciatore finlandese († 2023)
- 15 febbraio - Gerlando Sciascia, mafioso italiano († 1999)
- 15 febbraio - Niklaus Wirth, informatico e inventore svizzero († 2024)
- 16 febbraio - Ken Brown, allenatore di calcio e ex calciatore inglese
- 16 febbraio - Luigi Cascioli, saggista italiano († 2010)
- 16 febbraio - Roberto Giannoni, scrittore e poeta italiano († 2016)
- 16 febbraio - Toni Kinshofer, alpinista tedesco († 1964)
- 16 febbraio - Mike Pinner, calciatore inglese († 2023)
- 16 febbraio - Nikola Părčanov, calciatore bulgaro († 2014)
- 17 febbraio - Alan Bates, attore britannico († 2003)
- 17 febbraio - Anner Bijlsma, violoncellista olandese († 2019)
- 17 febbraio - John Dominic Crossan, biblista e storico irlandese
- 17 febbraio - Romano Farinelli, ex calciatore italiano
- 17 febbraio - Barry Humphries, attore, sceneggiatore e doppiatore australiano († 2023)
- 17 febbraio - Giovanni Mialich, calciatore e allenatore di calcio italiano († 2022)
- 17 febbraio - Bengt Nilsson, altista svedese († 2018)
- 17 febbraio - Daniel Tardy, imprenditore e dirigente d'azienda francese
- 18 febbraio - Skip Battin, bassista statunitense († 2003)
- 18 febbraio - Aldo Ceccato, direttore d'orchestra italiano
- 18 febbraio - Teresa Kaczmarek, ex cestista polacca
- 18 febbraio - Audre Lorde, poetessa, scrittrice e attivista statunitense († 1992)
- 18 febbraio - Modesto Martínez, ex pallanuotista messicano
- 18 febbraio - Gianfranco Paolucci, ex schermidore italiano
- 18 febbraio - Jack Richardson, drammaturgo statunitense († 2012)
- 18 febbraio - Viktor Ivanovič Čepižnij, compositore di scacchi russo
- 18 febbraio - Rezo Parmenovič Ėsadze, attore e regista sovietico († 2020)
- 19 febbraio - Giuseppe Barbieri, ex calciatore italiano
- 19 febbraio - Pierre Barouh, attore, compositore e giornalista francese († 2016)
- 19 febbraio - Benito Boldi, calciatore italiano († 2021)
- 19 febbraio - Georges Groine, pilota di rally francese († 2022)
- 19 febbraio - Bonifazio Incisa di Camerana, generale italiano († 2013)
- 19 febbraio - Paco Rabanne, stilista e designer spagnolo († 2023)
- 19 febbraio - Herbert Rosendorfer, giurista e scrittore tedesco († 2012)
- 20 febbraio - Giorgio Coraluppi, imprenditore e inventore statunitense († 2022)
- 20 febbraio - Havzi Nela, poeta albanese († 1988)
- 20 febbraio - Bobby Unser, pilota automobilistico statunitense († 2021)
- 21 febbraio - David Avidan, poeta, pittore e produttore cinematografico israeliano († 1995)
- 21 febbraio - Kjell Bäckman, pattinatore di velocità su ghiaccio svedese († 2019)
- 21 febbraio - Francesco De Lucia, politico italiano († 2022)
- 21 febbraio - Manuel González Etura, ex calciatore spagnolo
- 21 febbraio - Luigi Federici, generale italiano
- 21 febbraio - Gordon Forbes, tennista sudafricano († 2020)
- 21 febbraio - Hugo Gamper, politico e avvocato italiano († 1979)
- 21 febbraio - Roger Lumont, attore e doppiatore francese
- 21 febbraio - Rue McClanahan, attrice statunitense († 2010)
- 21 febbraio - Mario Perrucci, compositore italiano († 2016)
- 22 febbraio - Sparky Anderson, giocatore di baseball e allenatore di baseball statunitense († 2010)
- 22 febbraio - Luis Maidana, ex calciatore uruguaiano
- 22 febbraio - Birgit Nordin, soprano svedese († 2022)
- 22 febbraio - Khun Sa, criminale birmano († 2007)
- 23 febbraio - Inger Berggren, cantante e attrice svedese († 2019)
- 23 febbraio - Mariolina Bovo, attrice italiana († 1996)
- 23 febbraio - Ernesto Guerra, allenatore di calcio e ex calciatore ecuadoriano
- 23 febbraio - Hilkka Hakola, cestista e pallavolista finlandese († 2022)
- 23 febbraio - Camille Le Menn, ex ciclista su strada francese
- 23 febbraio - George Ryan, politico statunitense († 2025)
- 23 febbraio - Jacques Séguéla, pubblicitario francese
- 23 febbraio - Rino Tommasi, giornalista, conduttore televisivo e telecronista sportivo italiano († 2025)
- 23 febbraio - Cosimo Zappelli, alpinista italiano († 1990)
- 24 febbraio - Frank Braña, attore spagnolo († 2012)
- 24 febbraio - Bernard Chiarelli, calciatore e allenatore di calcio francese († 2024)
- 24 febbraio - Bettino Craxi, politico italiano († 2000)
- 24 febbraio - Klaus Darga, scacchista tedesco
- 24 febbraio - Mahbub ul Haq, economista e politico pakistano († 1998)
- 24 febbraio - Carmelo Iannì, imprenditore italiano († 1980)
- 24 febbraio - Ken Keyworth, calciatore inglese († 2000)
- 24 febbraio - Christos Lambrakis, editore e filantropo greco († 2009)
- 24 febbraio - Luigi Montini, attore e doppiatore italiano
- 24 febbraio - Bingu wa Mutharika, economista e politico malawiano († 2012)
- 24 febbraio - Flemming Nielsen, calciatore danese († 2018)
- 24 febbraio - Renata Scotto, soprano e regista teatrale italiana († 2023)
- 25 febbraio - Doug Brinham, cestista canadese († 2020)
- 25 febbraio - Michael Fairman, attore statunitense
- 25 febbraio - Juan Joya, calciatore peruviano († 2007)
- 25 febbraio - Seppo Kuusela, cestista e allenatore di pallacanestro finlandese († 2014)
- 25 febbraio - Yvo Molenaers, ex ciclista su strada e dirigente sportivo belga
- 25 febbraio - Ron Simpson, calciatore inglese († 2010)
- 25 febbraio - Judith Stamm, giurista e politica svizzera († 2022)
- 25 febbraio - Klaus Thiele, calciatore tedesco orientale († 2019)
- 26 febbraio - Vito Annicchiarico, attore italiano († 2022)
- 26 febbraio - Giuseppe Chiaravalloti, magistrato e politico italiano († 2025)
- 26 febbraio - Eugenio Gaburri, psicoanalista italiano († 2012)
- 26 febbraio - Joe Holup, cestista e allenatore di pallacanestro statunitense († 1998)
- 26 febbraio - Mohammed Lakhdar-Hamina, regista cinematografico, sceneggiatore e produttore cinematografico algerino († 2025)
- 27 febbraio - Renzo de' Vidovich, politico e giornalista italiano († 2024)
- 27 febbraio - Jennifer Kendal, attrice britannica († 1984)
- 27 febbraio - N. Scott Momaday, scrittore e anglista statunitense († 2024)
- 27 febbraio - Ralph Nader, avvocato, saggista e attivista statunitense
- 27 febbraio - Virgil Riley, cestista statunitense († 2020)
- 27 febbraio - Van Williams, attore statunitense († 2016)
- 28 febbraio - Willie Bobo, percussionista statunitense († 1983)
- 28 febbraio - Luigi Bodi, calciatore e allenatore di calcio italiano († 2024)
- 28 febbraio - Sylvia Geszty, soprano ungherese († 2018)
- 28 febbraio - Maurice Godelier, antropologo francese
- 28 febbraio - Giorgio Gomelsky, imprenditore, produttore discografico e compositore georgiano († 2016)
- 28 febbraio - Johann Karall, politico, cestista e allenatore di pallacanestro austriaco († 2008)
- 28 febbraio - Ronnie Moran, calciatore e allenatore di calcio inglese († 2017)
- 28 febbraio - Guillermo Sepúlveda, calciatore messicano († 2021)